# Pop delavnica 1987
Finale V. Pop delavnice je potekal 13. junija 1987 v Vipolžah v Goriških brdih. V tekmovalnem delu se je predstavilo 25 pesmi, ki so se potegovale za nagrade, v koncertnem delu pa so nastopili Big Ben, Šank rock in Čudežna polja.

## Tekmovalne skladbe
| #   | Naslov pesmi            | Izvajalec                |
| --- | ----------------------- | ------------------------ |
| 1.  | Napijva se nocoj        | Reflex                   |
| 2.  | Šminka                  | Ten                      |
| 3.  | Ne laži mi              | Chateau                  |
| 4.  | Moje pesmi, tvoj nasmeh | Decibeli                 |
| 5.  | Mr. Casanova            | Terpo                    |
| 6.  | Poletja ni več          | Melos                    |
| 7.  | Nikjer doma             | Vikend                   |
| 8.  | Marina                  | Jonatan Jon              |
| 9.  | Živalski vrt            | Joy Stick                |
| 10. | Valerie                 | Stane Vidmar             |
| 11. | Jožek moj               | Agropop                  |
| 12. | Tanja                   | Boutique                 |
| 13. | Ljubezen ne stanuje tu  | Avtomobili               |
| 14. | Čarobna moč             | Davor Pink & Panter Kaja |
| 15. | Gremo na pizzo          | Bianco                   |
| 16. | Ti si moj bonbonček     | Moulin Rouge             |
| 17. | Ritem v zraku           | De Gazelas               |
| 18. | Sence sveta             | Error                    |
| 19. | Jaz se ne igram         | Rose                     |
| 20. | Honolulu baby           | Gu-Gu                    |
| 21. | Zadnjič                 | Simona Weiss             |
| 22. | Poet                    | Janez Bončina            |
| 23. | Orkester                | Black & White            |
| 24. | Še je čas               | Martin Krpan             |
| 25. | Usodna dama             | Igra                     |

## Nagrade
Nagrade občinstva (Radio Ljubljana)
- 1. nagrada: Martin Krpan − Še je čas
- 2. nagrada:
  - Janez Bončina - Benč − Poet
  - Bianco − Gremo na pizzo

1. nagrada strokovne komisije (revija Stop)
- Janez Bončina - Benč

Nagrada za najboljšo izvedbo
- Mojca Vižintin (pevka skupine Rose)

Nagrada za najboljši scenski nastop (Ilirija Vedrog)
- Igra

Nagrada za najbolj perspektivno skupino (Studio Tivoli)
- Davor Pink & Panter Kaja

## Glasovanje občinstva
O nagradah občinstva so odločale žirije poslušalcev 10 slovenskih radijskih postaj (Tržič, Maribor, Celje, Murska Sobota, Koper, Brežice, Radlje ob Dravi, Trbovlje, Šmarje pri Jelšah in radio Glas Ljubljane).
| Naslov pesmi            | Izvajalec                | Št. glasov | Uvrstitev |
| ----------------------- | ------------------------ | ---------- | --------- |
| Napijva se nocoj        | Reflex                   | 2          | 17.       |
| Šminka                  | Ten                      | 0          | 20.       |
| Ne laži mi              | Chateau                  | 7          | 10.       |
| Moje pesmi, tvoj nasmeh | Decibeli                 | 0          | 20.       |
| Mr. Casanova            | Terpo                    | 0          | 20.       |
| Poletja ni več          | Melos                    | 6          | 12.       |
| Nikjer doma             | Vikend                   | 8          | 8.        |
| Marina                  | Jonatan Jon              | 0          | 20.       |
| Živalski vrt            | Joy Stick                | 5          | 15.       |
| Valerie                 | Stane Vidmar             | 6          | 12.       |
| Jožek moj               | Agropop                  | 8          | 8.        |
| Tanja                   | Boutique                 | 10         | 6.        |
| Ljubezen ne stanuje tu  | Avtomobili               | 0          | 20.       |
| Čarobna moč             | Davor Pink & Panter Kaja | 11         | 5.        |
| Gremo na pizzo          | Bianco                   | 15         | 2.        |
| Ti si moj bonbonček     | Moulin Rouge             | 14         | 4.        |
| Ritem v zraku           | De Gazelas               | 2          | 17.       |
| Sence sveta             | Error                    | 0          | 20.       |
| Jaz se ne igram         | Rose                     | 6          | 12.       |
| Honolulu baby           | Gu-Gu                    | 10         | 6.        |
| Zadnjič                 | Simona Weiss             | 5          | 15.       |
| Poet                    | Janez Bončina            | 15         | 2.        |
| Orkester                | Black & White            | 7          | 10.       |
| Še je čas               | Martin Krpan             | 22         | 1.        |
| Usodna dama             | Igra                     | 1          | 19.       |

## Predtekmovalne radijske oddaje
V okviru serije 9 oddaj z naslovom Pop delavnica '87, ki so potekale vsak drugi torek od 10. februarja do 2. junija na II. programu Radia Ljubljana, so poslušalci z glasovanjem z glasovalnimi kuponi revije Stop vsak teden izbrali enega finalista. V vsaki oddaji se je za mesto v finalu potegovalo 10 pesmi: prvi teden 11 novih, vsak nadaljnji teden pa 5 novih in 5 najboljših (nezmagovalnih) predhodnega tedna. Serija se je zaključila z deseto oddajo (9. junij), v kateri so bili predstavljeni vsi finalisti. V predtekmovanju niso bile predstavljene vse skladbe, prispele na natečaj, ampak le 51.
1. oddaja
| Naslov pesmi            | Izvajalec     | Št. glasov |
| ----------------------- | ------------- | ---------- |
| Katarina                | Bojan Rakovec | 121        |
| Našla si bom pravega    | skupina Eva   | 21         |
| Malo več ljubezni       | Emil Pock     | 30         |
| Šminka                  | Ten           | 130        |
| Napijva se nocoj        | Reflex        | 355        |
| Gremo na pizzo          | Bianco        | 170        |
| Ti si moj bonbonček     | Moulin Rouge  | 20         |
| Ona                     | skupina O. K. | 102        |
| Zaman so tvoje nežnosti | Hazard        | 23         |
| Hvala za denar          | Panda         | 54         |
| Moj mali kakadu         | Gu-Gu         | 89         |

2. oddaja
| Naslov pesmi                  | Izvajalec       | Št. glasov |
| ----------------------------- | --------------- | ---------- |
| Heroji                        | skupina Pepelka | 59         |
| Življenje s tabo je kot pesem | Majda Petan     | 62         |
| Amerika                       | Klub            | 9          |
| Lidija                        | Zvone Kumar     | 11         |
| Niki                          | Poggo band      | 134        |
| Moj mali kakadu               | Gu-Gu           | 51         |
| Ona                           | skupina O. K.   | 16         |
| Katarina                      | Bojan Rakovec   | 213        |
| Šminka                        | Ten             | 681        |
| Gremo na pizzo                | Bianco          | 486        |
| Napijva se nocoj              | Reflex          | −          |

3. oddaja
| Naslov pesmi                  | Izvajalec                | Št. glasov |
| ----------------------------- | ------------------------ | ---------- |
| Čarobna moč                   | Davor Pink & Panter Kaja | 152        |
| No, no, no                    | Kompas                   | 282        |
| Ne laži mi                    | Chateau                  | 1062       |
| Metulj                        | Boogie                   | 992        |
| O, ne, ne, ne                 | Komet                    | 772        |
| Heroji                        | Pepelka                  | 42         |
| Življenje s tabo je kot pesem | Majda Petan              | 67         |
| Niki                          | Poggo band               | 104        |
| Katarina                      | Bojan Rakovec            | 204        |
| Gremo na pizzo                | Bianco                   | 148        |
| Šminka                        | Ten                      | −          |

4. oddaja
| Naslov pesmi            | Izvajalec                | Št. glasov |
| ----------------------- | ------------------------ | ---------- |
| Moje pesmi, tvoj nasmeh | Decibeli                 | 2040       |
| Poletja ni več          | Melos                    | 1839       |
| Na žur                  | Šank rock                | 240        |
| Danes lahko             | Zlate ribice             | 945        |
| Marina                  | Jonatan Jon              | 182        |
| Čarobna moč             | Davor Pink & Panter Kaja | 226        |
| Katarina                | Bojan Rakovec            | 163        |
| No, no, no              | Kompas                   | 83         |
| O, ne, ne, ne           | Komet                    | 113        |
| Metulj                  | Boogie                   | 24         |
| Ne laži mi              | Chateau                  | −          |

5. oddaja
| Naslov pesmi                | Izvajalec                | Št. glasov |
| --------------------------- | ------------------------ | ---------- |
| Jaz bi te ljubil            | Vitamin                  | 32         |
| Mr. Casanova                | Terpo                    | 1768       |
| Ljubezen ne stanuje tu      | Avtomobili               | 50         |
| Lojtrca                     | Big Ben                  | 39         |
| Je v Šiški še kaj odprtega? | Martin Krpan             | 12         |
| Marina                      | Jonatan Jon              | 324        |
| Čarobna moč                 | Davor Pink & Panter Kaja | 23         |
| Na žur                      | Šank rock                | 66         |
| Danes lahko                 | Zlate ribice             | 3          |
| Poletja ni več              | Melos                    | 386        |
| Moje pesmi, tvoj nasmeh     | Decibeli                 | −          |

6. oddaja
| Naslov pesmi           | Izvajalec      | Št. glasov |
| ---------------------- | -------------- | ---------- |
| Tanja                  | Boutique       | 42         |
| Ne joči se             | Šarm           | 179        |
| Tončka iz Afrike       | trio Nace      | 32         |
| Usodna dama            | Igra           | 71         |
| To noč                 | Mojca Vižintin | 29         |
| Lojtrca                | Big Ben        | 46         |
| Ljubezen ne stanuje tu | Avtomobili     | 25         |
| Na žur                 | Šank rock      | 126        |
| Marina                 | Jonatan Jon    | 91         |
| Poletja ni več         | Melos          | 423        |
| Mr. Casanova           | Terpo          | −          |

7. oddaja
| Naslov pesmi   | Izvajalec              | Št. glasov |
| -------------- | ---------------------- | ---------- |
| Nikjer doma    | Vikend                 | 1629       |
| Jožek moj      | Agropop                | 41         |
| Moj klobuk     | Rea                    | 279        |
| Ritem v zraku  | De Gazelas             | 77         |
| Sida twist     | Božidar Wolfand – Wolf | 37         |
| Lojtrca        | Big Ben                | 26         |
| Usodna dama    | Igra                   | 59         |
| Marina         | Jonatan Jon            | 1147       |
| Na žur         | Šank rock              | 42         |
| Ne joči se     | Šarm                   | 1352       |
| Poletja ni več | Melos                  | –          |

8. oddaja
| Naslov pesmi          | Izvajalec    | Št. glasov |
| --------------------- | ------------ | ---------- |
| Živalski vrt          | Joy Stick    | 2292       |
| Valerie               | Stane Vidmar | 128        |
| Zvezde gledajo z neba | Peter Pan    | 41         |
| Ko odbije polnoči     | Bazar        | 133        |
| Duh cvetočih obal     | Miha Kralj   | 253        |
| Usodna dama           | Igra         | 175        |
| Ritem v zraku         | De Gazelas   | 7          |
| Moj klobuk            | Rea          | 100        |
| Marina                | Jonatan Jon  | 4648       |
| Ne joči se            | Šarm         | 736        |
| Nikjer doma           | Vikend       | −          |

9. oddaja
| Naslov pesmi        | Izvajalec    | Št. glasov |
| ------------------- | ------------ | ---------- |
| Maja                | Veter        | 312        |
| Ali je ljubezen to  | Tornado      | 30         |
| Zvezde govorijo mi  | Pink Panter  | 132        |
| Utrip srca          | Obvezna smer | 78         |
| Kako moreš reči da? | Drevored     | 19         |
| Ko odbije polnoči   | Bazar        | 16         |
| Usodna dama         | Igra         | 43         |
| Duh cvetočih obal   | Miha Kralj   | 36         |
| Ne joči se          | Šarm         | 2800       |
| Živalski vrt        | Joy Stick    | 3330       |
| Marina              | Jonatan Jon  | −          |

Prvih 9 finalistov so torej izbrali poslušalci:
| #  | Naslov pesmi            | Izvajalec   |
| -- | ----------------------- | ----------- |
| 1. | Napijva se nocoj        | Reflex      |
| 2. | Šminka                  | Ten         |
| 3. | Ne laži mi              | Chateau     |
| 4. | Moje pesmi, tvoj nasmeh | Decibeli    |
| 5. | Mr. Casanova            | Terpo       |
| 6. | Poletja ni več          | Melos       |
| 7. | Nikjer doma             | Vikend      |
| 8. | Marina                  | Jonatan Jon |
| 9. | Živalski vrt            | Joy Stick   |

Preostalih 16 pa je izmed vseh skladb, prispelih na natečaj, izbrala strokovna komisija:
| #   | Naslov pesmi           | Izvajalec                |
| --- | ---------------------- | ------------------------ |
| 10. | Valerie                | Stane Vidmar             |
| 11. | Jožek moj              | Agropop                  |
| 12. | Tanja                  | Boutique                 |
| 13. | Ljubezen ne stanuje tu | Avtomobili               |
| 14. | Čarobna moč            | Davor Pink & Panter Kaja |
| 15. | Gremo na pizzo         | Bianco                   |
| 16. | Ti si moj bonbonček    | Moulin Rouge             |
| 17. | Ritem v zraku          | De Gazelas               |
| 18. | Sence sveta            | Error                    |
| 19. | Jaz se ne igram        | Rose                     |
| 20. | Honolulu baby          | Gu-Gu                    |
| 21. | Zadnjič                | Simona Weiss             |
| 22. | Poet                   | Janez Bončina            |
| 23. | Orkester               | Black & White            |
| 24. | Še je čas              | Martin Krpan             |
| 25. | Usodna dama            | Igra                     |